# فردریک کلاوس
فردریک کلاوس (انگلیسی: Friedrich Claus; ۱۸ مارس ۱۸۹۰ – ۱۶ مهٔ ۱۹۶۲) بازیکن فوتبال اهل آلمان بود.
از باشگاه‌هایی که در آن بازی کرده‌است می‌توان به باشگاه فوتبال آینتراخت فرانکفورت اشاره کرد.